# Aliabad-toren

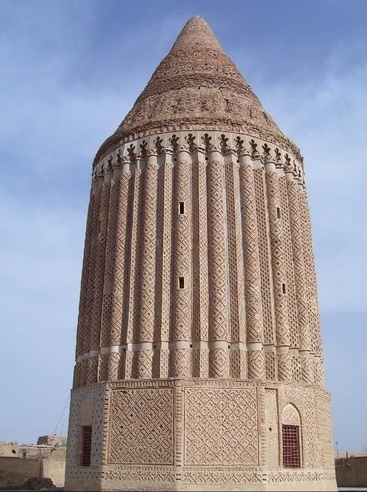
Aliebad-toren

De Aliabad-toren (Perzisch: برج علیآباد) is een historische toren uit de 14e eeuw in het dorp Aliabad-e Keshmar, dicht bij de stad Bardaskan in de Iraanse provincie Razavi-Khorasan. De hoogte van de toren is 18 meter, de buitenste omtrek is 42 meter, en de kegelvormige gevel is opgebouwd uit baksteen. Het ontwerp doet denken aan de Dakhma van het zoroastrisme. De toren is toegevoegd aan de lijst van Nationale Monumenten van Iran.